# NGC 4885
NGC 4885 is een spiraalvormig sterrenstelsel in het sterrenbeeld Maagd. Het hemelobject werd op 19 februari 1830 ontdekt door de Britse astronoom John Herschel.

## Synoniemen
- MCG -1-33-65
- IRAS 12579-0635
- PGC 44781